# Pfarr-Cäcilien-Verein Kottenheim
Der Pfarr-Cäcilien-Verein Kottenheim ging 1885 aus dem Gesangverein Kottenheim hervor.

## Geschichte
Am 18. Januar 1885 entschieden die Mitglieder des Gesangvereins Kottenheim, mit 51 gegen 32 Stimmen, die Umwandlung des Vereins in den Pfarr-Cäcilien-Verein Kottenheim. In § 1 der neuen Statuten hieß es: „Der Pfarr-Cäcilien-Verein bezweckt im Anschluss an den Cäcilien-Verein für alle Länder deutscher Zunge die Hebung und Förderung des Kirchengesanges auf Grundlage der kirchlichen Verordnungen und übernimmt die Ausführung des liturgischen Gesanges.“

### Chorleiter
| 1885–1925 | Lehrer Lenzen   |
| 1925–1957 | Titus Schlosser |
| 1958–1997 | Anton Becker    |
| 1997–2000 | Ulrike Schlich  |
| seit 2000 | Stephan Ring    |

## Renaissance-Blockflöten-Quartett
1981 wurde „zur Förderung der Jugendarbeit“ eine Blockflötengruppe gegründet. Es wurden acht Renaissance-Blockflöten (1 Sopraninoflöte, 1 Sopranflöte, 2 Altflöten, 2 Tenorflöten und 2 Bassflöten) erworben. Unter der Leitung von Anton Becker fanden sich junge Sängerinnen und Sänger zusammen, die sich, neben den regulären Chorproben, zu einer wöchentlichen Probe trafen. Auftritte, oft zusammen mit dem Kirchenchor, fanden in den nächsten Jahren statt und man kam in wechselnden Besetzungen bis Ende der 1980er Jahre regelmäßig zusammen.
1998 wurde das Blockflöten-Quartett von Anton Becker wiederbelebt. Die Proben fanden alle 14 Tage statt. Auch öffentliche Auftritte standen wieder auf dem Programm. Der vorläufig letzte Auftritt fand 2008 bei einem Konzert anlässlich der 1000-Jahr-Feierlichkeiten der Ortsgemeinde Kottenheim statt.

## Aufführungen (Auswahl)
| 1960 | Missa brevis C-Dur KV 258 von Wolfgang Amadeus Mozart in der Pfarrkirche Kottenheim                 |
| 1994 | Konzert (mit dem Streichquintett des Saarländischen Rundfunks) in der Pfarrkirche Kottenheim        |
| 2002 | Messe von Charles Gounod in der Pfarrkirche Kottenheim                                              |
| 2007 | Te Deum von Marc-Antoine Charpentier in der Pfarrkirche Kottenheim                                  |
| 2008 | Gestaltung des Firmgottesdienstes an Pfingstmontag im Trierer Dom                                   |
| 2010 | Adventskonzert (mit Kammerorchester und Solisten) in der Pfarrkirche Kottenheim                     |
| 2015 | Trierer Marienvesper von Hans Sabel in der Pfarrkirche Kottenheim                                   |
| 2018 | „In Dulci Jubilo“ Weihnachtslieder zum Mitsingen (mit Bläserensemble) in der Pfarrkirche Kottenheim |

## Auszeichnungen
Palestrina-Medaille des Allgemeinen Cäcilien-Verbands für Deutschland

## Publikationen
- CD Direkt unnesch Büde. Verschönerungs- und Verkehrsverein, Kottenheim 1983